# Nieves Navarro
Nieves Navarro García, nota anche con lo pseudonimo Susan Scott (Almería, 10 novembre 1938) è un'attrice ed ex modella spagnola.

## Biografia
Attrice spagnola molto attiva in Italia ha utilizzato talora lo pseudonimo Susan Scott. 
Inizia la carriera di attrice cinematografica in Italia a fianco di Totò nel film Totò d'Arabia del 1965. Nel 1972 Nieves Navarro è tra i protagonisti del film La morte accarezza a mezzanotte, per la regia di Luciano Ercoli, che diventa suo marito. Successivamente la sua carriera passa dal genere spaghetti western al giallo, soprattutto quello all'italiana, fino ad approdare alla commedia erotica italiana, dove diventa una delle principali partner di Lino Banfi e Renzo Montagnani.

## Filmografia
- Totò d'Arabia, regia di José Antonio de la Loma (1965)
- Una pistola per Ringo, regia di Duccio Tessari (1965)
- Il ritorno di Ringo, regia di Duccio Tessari (1965)
- Kiss Kiss... Bang Bang, regia di Duccio Tessari (1966)
- Che notte, ragazzi!, regia di Giorgio Capitani (1966)
- La resa dei conti, regia di Sergio Sollima (1966)
- I lunghi giorni della vendetta, regia di Florestano Vancini (1967)
- El Rojo, regia di Leopoldo Savona (1967)
- L'ultimo colpo, regia di Claude Carliez (1969)
- Amarsi male, regia di Fernando Di Leo (1969)
- I ragazzi del massacro, regia di Fernando Di Leo (1969)
- Amor a todo gas, regia di Ramón Torrado (1969)
- Le foto proibite di una signora per bene, regia di Luciano Ercoli (1970)
- Una nuvola di polvere... un grido di morte... arriva Sartana, regia di Giuliano Carnimeo (1970)
- Indio Black, sai che ti dico: sei un gran figlio di..., regia di Gianfranco Parolini (1971)
- Agente Howard: 7 minuti per morire (Siete minutos para morir), regia di Ramón Fernández (1971)
- La morte cammina con i tacchi alti, regia di Luciano Ercoli (1971)
- Tutti i colori del buio, regia di Sergio Martino (1972)
- Rivelazioni di un maniaco sessuale al capo della squadra mobile, regia di Roberto Bianchi Montero (1972)
- Hai sbagliato... dovevi uccidermi subito!, regia di Mario Bianchi (1972)
- La morte accarezza a mezzanotte, regia di Luciano Ercoli (1972)
- Troppo rischio per un uomo solo, regia di Luciano Ercoli (1973)
- Passi di danza su una lama di rasoio, regia di Maurizio Pradeaux (1973)
- Chi ha rubato il tesoro dello scià?, regia di Guido Leoni (1974)
- Il giudice e la minorenne, regia di Franco Nucci (1974)
- Los hijos de Scaramouche, regia di George Martin (1975)
- Il vizio di famiglia, regia di Mariano Laurenti (1975)
- Il medico... la studentessa, regia di Silvio Amadio (1976)
- C'è una spia nel mio letto, regia di Luigi Petrini (1976)
- Velluto nero, regia di Brunello Rondi (1976)
- Mauricio, mon amour, regia di Juan Bosch (1976) - non accreditata
- La bidonata, regia di Luciano Ercoli (1977)
- Emanuelle e gli ultimi cannibali, regia di Joe D'Amato (1977)
- Emanuelle e Lolita, regia di Henri Sala (1978)
- Cugine mie, regia di Marcello Avallone (1978)
- Candide Lolita, regia di Henri Sala (1979)
- L'infermiera nella corsia dei militari, regia di Mariano Laurenti (1979)
- Orgasmo nero, regia di Joe D'Amato (1980)
- La moglie in bianco... l'amante al pepe regia di Michele Massimo Tarantini (1981)
- Miele di donna, regia di Gianfranco Angelucci (1981)
- El fascista, doña Pura y el follón de la escultura, regia di Joaquín Coll Espona (1983)
- Fiori di zucca, regia di Stefano Pomilia (1989)
- Casa di piacere, regia di Alex Damiano (1989)

## Doppiatrici italiane
- Rita Savagnone in La resa dei conti, El Rojo, Una nuvola di polvere... un grido di morte... arriva Sartana, Troppo rischio per un uomo solo
- Benita Martini in Che notte, ragazzi!, I lunghi giorni della vendetta, Le foto proibite di una signora per bene
- Gabriella Genta in I ragazzi del massacro, Rivelazioni di un maniaco sessuale al capo della squadra mobile
- Maria Pia Di Meo in Passi di danza su una lama di rasoio, La morte accarezza a mezzanotte
- Melina Martello in Il giudice e la minorenne, La moglie in bianco...L'amante al pepe
- Germana Dominici in Emanuelle e Lolita, L'infermiera nella corsia dei militari
- Valeria Valeri in Totò d'Arabia
- Giuliana Lojodice in Una pistola per Ringo
- Noemi Gifuni in Il ritorno di Ringo
- Mirella Pace in Indio Black, sai che ti dico: sei un gran figlio di...
- Miranda Bonansea in Tutti i colori del buio
- Anna Miserocchi in Il vizio di famiglia
- Anna Teresa Eugeni in Velluto nero
- Paila Pavese in Emanuelle e gli ultimi cannibali